# フラーイ
フラーイ(Vlaai)は、パイやタルトに似たオランダのデザートである。もともとフラーイは、リンブルフ州ヴェールトで作られたため、リンブルフ・フラーイ (Limburgse vlaai) やヴェールトフラーイ (Weertervlaai) としても知られる。オランダの南部地方で良く作られるが、現在では、オランダとの国境付近のベルギーやドイツ等も含め、オランダ全域で手に入る。
フラーイの直径は、通常、27cmから30cmである。さくらんぼやアプリコット、イチゴ、プラム等、様々な果物、調理した米やライスプリン等の多様なフィリングが詰められる。また、フラーイは、通常のパイよりも薄いことから、サクサク感が増している。

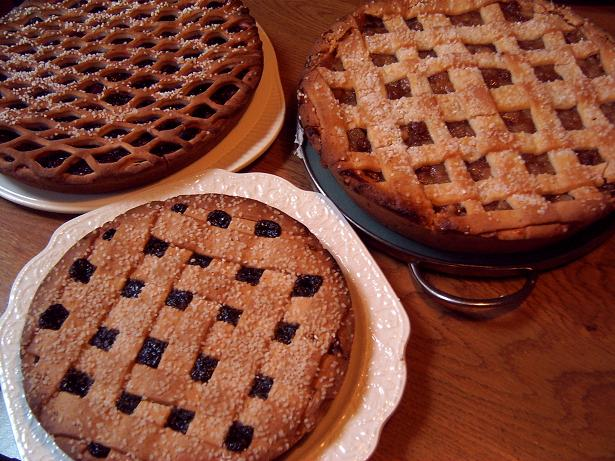
レンズマメの粉で作ったフラーイ